# Ballynahinch (Down)
Ballynahinch (en gaèlic irlandès Baile na hInse) és una vila d'Irlanda del Nord, al comtat de Down, a la província de l'Ulster. Amb Newcastle i Downpatrick és una de les principals ciutats del districte de Down.
Ballynahinch ha estat tradicionalment una ciutat comercial, fins i tot el mercat encara té lloc a la plaça cada dijous. La ciutat està a 15 kilòmetres de Belfast i la carretera A24 l'enllaça amb aquesta ciutat via Newcastle. Darrerament ha ampliat el seu territoris a costa de les viles de Spa i Drumaness.

## Demografia
Ballynahinch és classificada com a ciutat petita per la NI Statistics and Research Agency (NISRA) (amb una població entre 4.500 i 10.000). Segons el cens de 2001 tenia 5.364 habitants dels quals:
- 22,4% tenen menys de 16 anys i el 17,0% més de 60
- 48,3% són homes i el 51,7% són dones,
- 31,3% són catòlics irlandesos i el 65,4% són protestants,
- 3,7% de la població entre 16–74 estan a l'atur.

Per a més detalls vegeu: NI Neighbourhood Information Service

## Història
Fins al segle xvii l'àrea era controlada pels McCartan. Cap al 1600 Patrick McCartan va vendre les terres al voltant de Ballynahinch a Sir George Rawdon, agent del Vescomte Conway, i a Sir William Petty, inspector de Hampshire. A la seva mort en 1687 Petty va llogar els seus interessos en la terra deixant Sir George com a únic propietari. Va construir un molí i l'edifici del mercat. En 1683 Carles II d'Anglaterra garantí a la ciutat una patent per a reunir un mercat i dues fires cada 1 de febrer i cada 29 de juny. Els colons escocesos van incrementar la població de la vila i el mercat va prosperar. Sir John Rawdon, descendent de Sir George i ara comte de Moira es va instal·lar a la casa Monalto a Ballynahinch. Va fer millores a la ciutat i va promoure l'expansió del mercat. A finals del segle xviii la ciutat era pròspera.
Tanmateix, va patir un fort sotrac.
La Societat dels Irlandesos Units va dur a terme la rebel·lió irlandesa de 1798. Començà a Leinster i ràpidament es va expandir cap a l'Ulster. Els Irlandesos Units havien estat fundats en 1791 a Belfast per protestants liberals i tenia com a objectiu unir catòlics i protestants fent d'Irlanda una república independent. Encara que la majoria dels seus membres eren catòlics, molts dels seus dirigents i membres a l'Ulster eren protestants. La batalla de Ballynahinch començà el 12 de juny de 1798, quan uns 4.000 Irlandesos Units acampats a Ballynahinch foren assetjats per l'Exèrcit Britànic. Els britànics canonejaren la ciutat durant un dia sencer fins que els Irlandesos Units es retiraren. Després els britànics cremaren 63 cases a Ballynahinch i els seus voltants. El comandant dels Irlandesos Units, Henry Munro, fou traït, capturat i executat poc després.
Monalto i Ballynahinch foren venudes en 1802 a David Ker Esq. qui va aprofitar de la moda creixent de "prendre les aigües" entre els turistes benestants i desenvolupà les aigües termals a dos milles de la ciutat. La vila continuà expandint-se i actualment hi viuen al voltant de 7.000 persones.
El primer ministre britànic John Major va visitar Ballynahinch en desembre de 1996.

## Galeria d'imatges

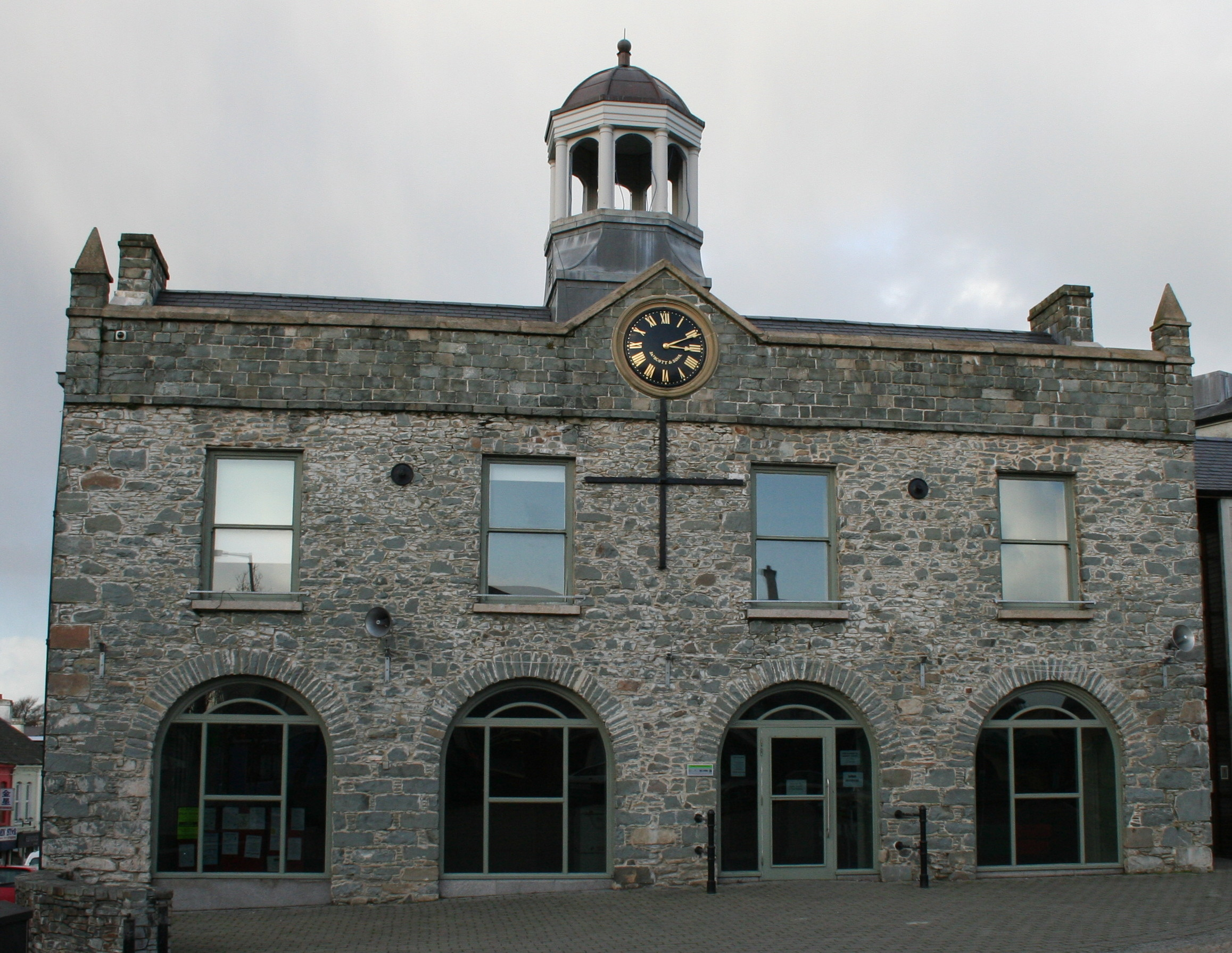
Casa del Mercat
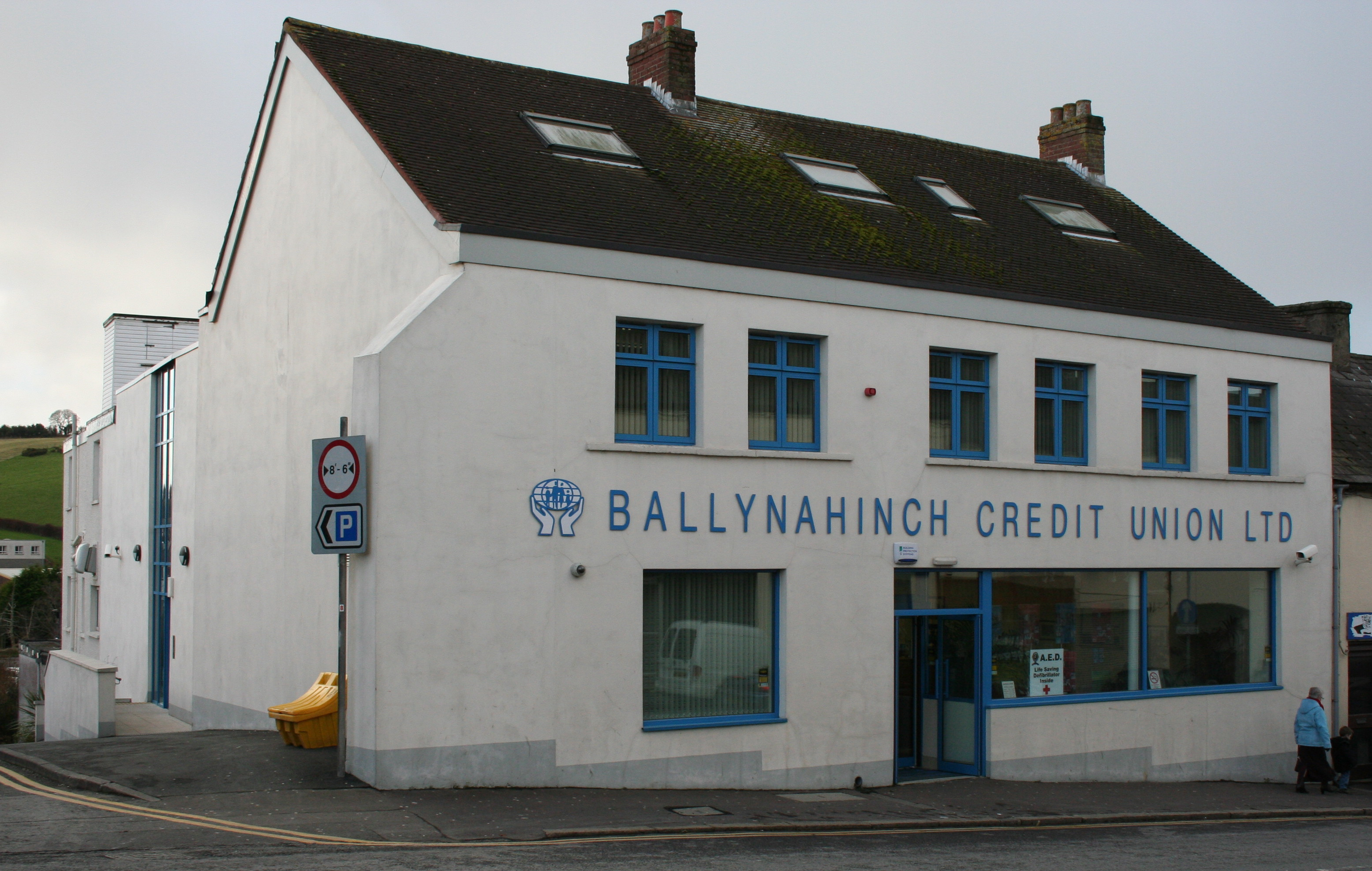
Cooperativa de Crèdit
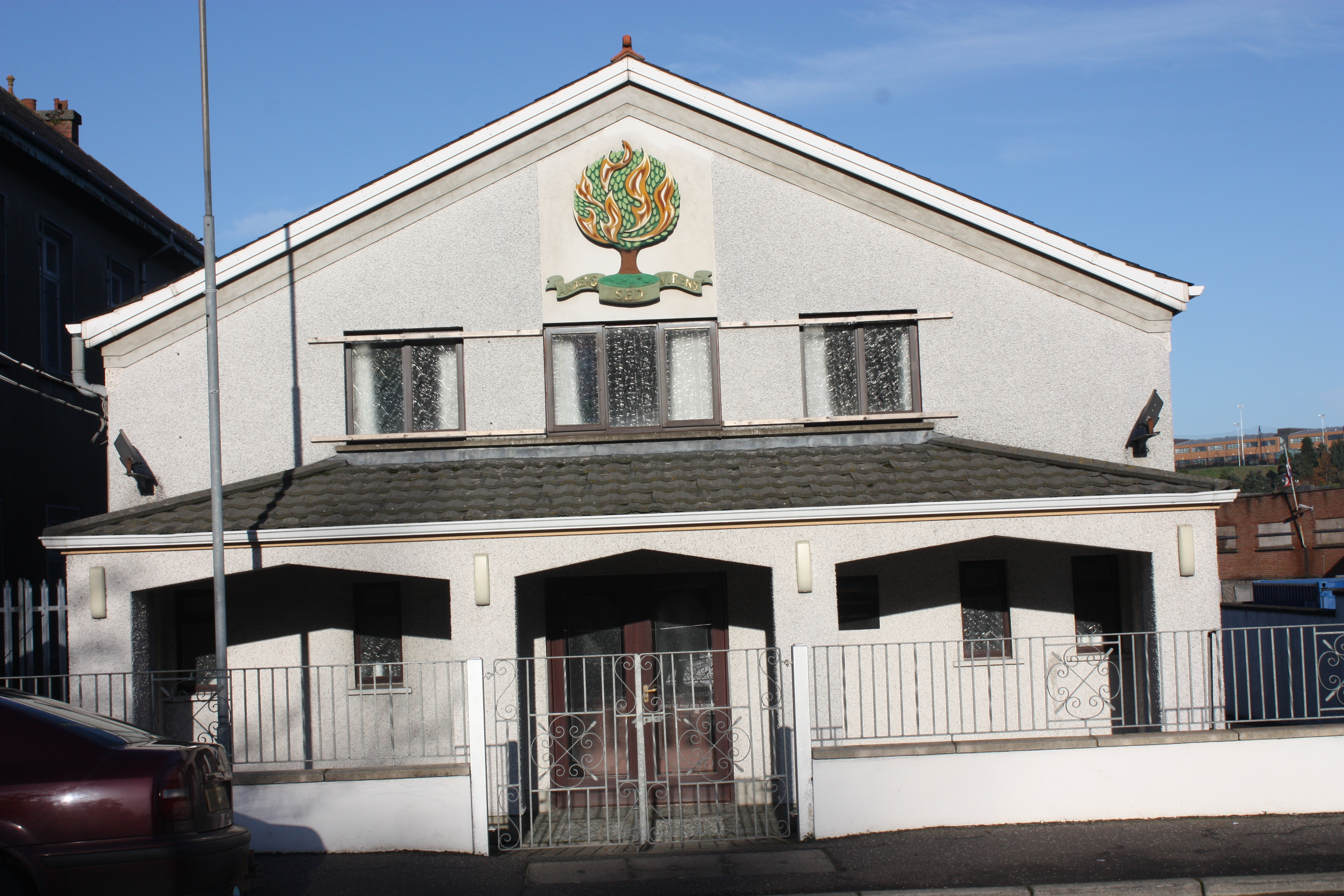
Església presbiteriana

## Fills il·lustres
- James Thomson (1786-1849), matemàtic i pare de Lord Kelvin.

## Agermanaments
- Lamorlaye